# ティラコスミルス科
ティラコスミルス科（ティラコスミルスか、Thylacosmilidae）は、現生の有袋類に近縁な、後獣下綱砕歯目に属する絶滅した哺乳類の科。新第三紀中新世から鮮新世にかけて南アメリカ大陸に生息した捕食動物のグループであった。南アメリカ大陸に生息した他の肉食哺乳類と同様にアメリカ大陸間大交差以前に生息し、他の大陸の有胎盤類における食肉目と同様の生態的地位を占めた。ティラコスミルス科のもっとも有名な特徴は長大で左右に平坦な牙であり、バルボロフェリスやスミロドンといった犬歯の発達した他の哺乳類との顕著な収斂進化を遂げている。

## 分類の歴史
ティラコスミルス科はRiggs (1933)により設立され、アルゼンチンのBrochero層で発見された鮮新世のティラコスミルスを内包した。その後、ティラコスミルス科はボルヒエナ科の下位分類群としてティラコスミルス亜科に降格され、ティラコスミルスは単に特殊化した後期のボルヒエナ科の動物と見なされた。さらにその後、ティラコスミルスに近縁な砕歯目の化石が中新世から鮮新世の地層から発見され、ティラコスミルス科は科に復帰することとなった。
1997年には、コロンビアのラーガーシュテッテであるラ・ベンタでオンダ層群からティラコスミルス科の新属新種Anachlysictis gracilisが記載された。この動物はティラコスミルスほど特殊化しておらず、ティラコスミルス科の起源が中新世末以前に遡ることを初めて示唆した。事実、Anachlysictis'の大臼歯の解剖学的特徴から、ボルヒエナのような進化的な砕歯目よりもホンダデルフィスのような基盤的砕歯目との近縁性が示唆されている。またコロンビアでは小型の肉食性砕歯目の追加の化石が発見されており、この化石はティラコスミルス科の特定の標徴形質を示す一方、さほど特殊化していない。加えて、アルゼンチンのパタゴニア地方やウルグアイから産出した未同定の鮮新世前期の化石も暫定的にティラコスミルス科に分類されている。Forasiepi and Carlini (2010)はアルゼンチンの中部中新統であるCollón Cura層から産出した新属新種Patagosmilus goiniを命名した。この第3の種はAnachlysictisとティラコスミルスとの中間的な特徴を示す。

## 特徴
ティラコスミルス科は歯が特殊化しており、特にマカイロドゥス亜科のものに類似した姿はしばしば有胎盤類と後獣類との間の収斂進化の好例として扱われている。しかし、犬歯の発達した他の肉食哺乳類とティラコスミルス科との間では複数の差異が存在している。ティラコスミルス科に特有の特徴として、連続的に成長する犬歯、あまり特殊化していない裂肉歯の大臼歯、長大な犬歯を保護する下顎の発達した突縁が挙げられる。
ティラコスミルス科のうち最後かつ最も特殊化した属であるティラコスミルスは、門歯が非常に小型であり、また下顎の歯があまり発達しておらず釘型である。他の属でこの部位は未知である。ティラコスミルスの完全な前上顎骨が発見されていないため上顎の門歯は下顎の門歯の摩耗から示唆される以外のことが不明である。ティラコスミルス科に見られるもう1つの進化傾向として、咬筋と側頭筋の漸減があり、これにより咬合力が比較的低下している。しかし、獲物に対して頭部と牙を振り下げる頸部の筋肉が増強することにより、これを補っていたと見られる。前肢の化石はティラコスミルス属でのみ報告されており、高速走行に向いておらず、中間的な母指対向性を活かしながら獲物を制圧するよう力を加えることに適していた。
Janis et al. (2020)はティラコスミルス科が真獣類の剣歯虎との間にアナロジーを持たないことを提唱し、ティラコスミルス科が発達した犬歯を獲物に刺突したのでなく死骸の切開に用いたと思弁した。ティラコスミルス科が門歯や破砕用の大臼歯を持たないことから、彼らは内臓のような軟組織を主に摂食する食性が示唆されている。